# Méjannes-le-Clap
Méjannes-le-Clap là một xã trong tỉnh Gard thuộc vùng Occitanie, phía nam nước Pháp. Xã Méjannes-le-Clap nằm ở khu vực có độ cao từ 90-474 mét trên mực nước biển.